# Daniel Brühl
Daniel César Martín Brühl González (født 16. juni 1978 i Barcelona, Spanien), kendt som Daniel Brühl, er en tysk skuespiller.
Daniel Brühl er søn af den tyske skuespiller Hanno Brühl og en lærerinde fra Katalonien (Spanien). Familien flyttede til Köln kort tid efter hans fødsel. Han begyndte som skuespiller i en ung alder, og fik sit internationale gennembrud i 2003 som Alex i Good bye, Lenin!.
Han har siden medvirket i flere internationale film, heriblandt Ron Howards Rush (2013) Paul Greengrass' The Bourne Ultimatum (2006) og Julie Delpys Deux Jours á Paris (2007).

## Udvalgt filmografi
- Schlaraffenland (1998)
- Das Weisse Rauschen (2001)
- Nichts bereuen (2001)
- Elefantenherz (2002)
- Good bye, Lenin! (2003)
- Was nützt die Liebe in Gedanken (2004)
- Ladies in Lavender. (2004)
- Farland (2004)
- The Edukators (2004)
- Joyeux Noël (2005; En dag uden krig)
- Ein Freund von mir (2006)
- The Bourne Ultimatum (2007)
- Deux Jours á Paris  (2007)
- Inglourious Basterds (2009)
- Rush (2013)
- The Fifth Estate (2013)
- The Alienist (2018)